# Sowietskoje (Czuwaszja)
Sowietskoje (ros. Советское) – wieś (sieło) w Rosji, w Czuwaszji, w rejonie jadrińskim. W 2010 liczyła 413 mieszkańców.